# Mark Boris Andrijanič
Mark Boris Andrijanič, slovenski politik in pravnik; * 4. julij 1983.
Andrijanič je bil prvi minister za digitalno preobrazbo Republike Slovenije.

## Življenjepis
Obiskoval je Škofijsko klasično gimnazijo v Ljubljani, kjer se je med drugim učil angleščino, francoščino, latinščino in grščino. Po maturi se je vpisal na Pravno fakulteto Univerze v Ljubljani, kjer je diplomiral z odliko, nadalje pa študiral na Univerzi v Oxfordu, kjer je pridobil naziv Master of Public Policy oz. MPP. Po študiju je postal gospodarski svetovalec vladi afriške države Sierra Leone, nato pa svoje delo nadaljeval kot raziskovalec na Martensovem centru za evropske študije v Bruslju, kjer se je ukvarjal predvsem z evropskimi digitalnimi in ekonomskimi politikami. Leta 2016 se je zaposlil pri podjetju Uber, kjer je deloval kot direktor za korporativne zadeve v Srednji in Vzhodni Evropi.

### Politika
14. vlada Republike Slovenije ga je aprila 2021 imenovala za vodjo Strateškega sveta za digitalizacijo, posvetovalnega telesa vlade. 17. julija 2021 ga je vlada imenovala na novoustanovljeno funkcijo - postal je minister brez resorja, pristojen za digitalno preobrazbo. V državnem zboru je bil potrjen s 45 glasovi, 44 jih je bilo proti. Ena vidnejših odločitev v času njegova ministrovanja je bila uvedba digitalnih bonov v vrednosti 150 evrov, ki so učencem zadnje triade osnovne šole, dijakom in študentom omogočali nakup računalniške opreme. Bon so prejeli tudi državljani, stari 55 let ali več, ki so se udeležili izobraževanja na področju digitalne pismenosti, subvencioniranega po Zakonu o spodbujanju digitalne vključenosti. Boni so v veljavo stopili 15. junija 2022.
Aprila 2022 ga je Svetovni gospodarski forum uvrstil na lestvico 110 najbolj obetavnih mladih globalnih voditeljev.